# Leipziger Burschenschaft Dresdensia
Die Leipziger Burschenschaft Dresdensia ist eine pflichtschlagende und farbentragende Studentenverbindung an der Universität Leipzig. Die Burschenschaft wurde 1853 gegründet.

## Couleur und Wahlspruch
Sie tragen die Farben violett-weiß-rot mit silberner Perkussion. Dazu wird eine violette Samtmütze mit weißem Mützensteg getragen. In der Mitte der Mütze befindet sich ein kleiner Knick (Dresdenser-Knick).

Sie führt den Wahlspruch der Deutschen Burschenschaft Ehre, Freiheit, Vaterland. Darüber hinaus besteht der Waffenspruch Amico pectus, hosti frontem! („Dem Freund die Brust, dem Feind die Stirn!“).

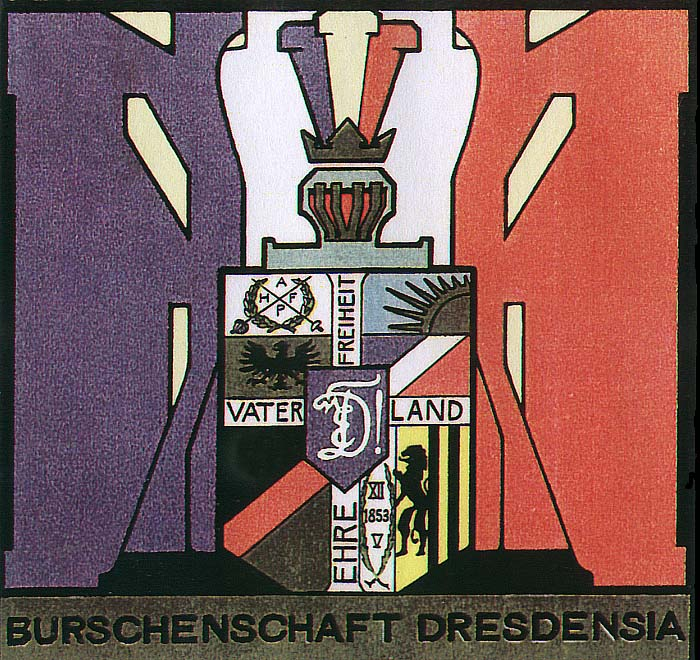
Das Wappen der Dresdensia auf einer alten Couleurkarte
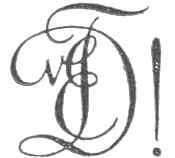
Der Zirkel der Dresdensia

## Geschichte

### Gründungszeit
Am 12. Mai 1853 gründeten drei aus Dresden stammende Zöglinge der Klosterschule Sankt Afra und fünf ehemalige Kreuzschüler aus Dresden, die in Leipzig beim Gastwirt Schneemann verkehrten, die Verbindung Dresdensia mit dem Wahlspruch: Freundschaft – Frohsinn – Einigkeit. Im Wintersemester 1853/54 wurden die Statuten der Dresdensia von der Universität genehmigt.
Im November 1856 wurde die Dresdensia zur Landsmannschaft umgewandelt mit den Farben violett-weiß-orange. Es wurde ein Zirkel eingeführt mit der Bedeutung: vivat circulus dresdensiae. 1857 trat Dresdensia in den CC der Verbindungen ein, nachdem diese versprochen hatten, sämtlichst Landsmannschaften zu werden, und nahm die Farben violett-weiß-rot an.
Kartellbeziehungen bestanden mit Gothia Königsberg, Teutonia Jena und Torgovia Halle.
Im Schillerjahr 1859 fand in Leipzig die 450-Jahr-Feier der Universität mit Königsempfang und Kommers statt, und die anwesenden Gothen erhielten das Dresdenerband als Freundschaftsbeweis. Verhandlungen über den Eintritt der Burschenschaft Rugia Greifswald in das Kartell zerschlugen sich.

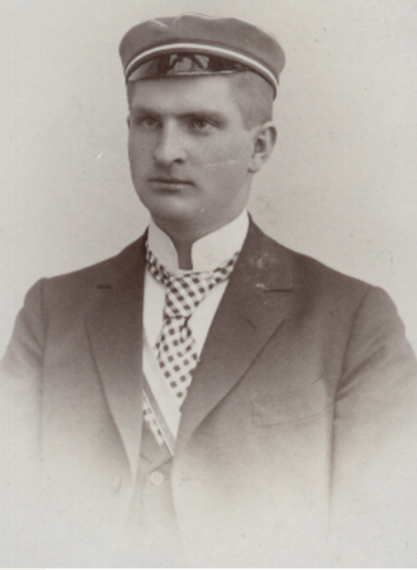
Aktiver in Couleur (Fotografie um 1900)

Ab 1861 gab es burschenschaftliche Bestrebungen, und das schwarz-rot-goldene Band wurde zusätzlich getragen. Der neue Wahlspruch war „Ehre, Freiheit, Vaterland“. Im Jahre 1862 wandelte sich die Landsmannschaft Dresdensia in eine Burschenschaft um. Im Sommersemester 1864 beteiligte sich Dresdensia an der Gründung des Eisenacher Burschenbundes, im Wintersemester 1874 des Eisenacher Deputierten-Conventes (EDC) und im Sommersemester 1881 des Allgemeinen Deputierten-Conventes (ADC) – der späteren Deutschen Burschenschaft (DB).
Wilhelm Ruer (1848–1932), Alter Herr der Burschenschaft Alemannia Bonn und seit 1871 auch der Dresdensia, dichtete 1872 für die Bierzeitung der Dresdensia das Lied Tacitus und die alten Deutschen, das im 19. Jahrhundert zur Popularisierung der an Tacitus anknüpfenden Redewendung „auf der Bärenhaut liegen“ beitrug.

Die Dresdensia als Mitglied der Deutschen Burschenschaft (1915)

### Die Zeit der zwei Weltkriege
Im Juli 1919 war Dresdensia an der Gründung des Weißen Kreises in der DB beteiligt, mit dem im Mai 1922 die Weiße Arbeitsgemeinschaft in der DB gegründet wurde. Am 27. Juni 1925 beteiligte sich Dresdensia maßgeblich an der Gründung des Altweißen Kartells. Während der Zeit des Nationalsozialismus wehrte sich die Dresdensia gegen die Gleichschaltung von Studentenverbindungen, trat im November 1934 aus der DB aus und beteiligte sich an der Gründung der Alten Burschenschaft, die in Opposition zum damaligen Nationalsozialistischen Deutschen Studentenbund (NSDStB) stand. 1936 wurde die Dresdensia verboten und aufgelöst.

### Nachkriegszeit
Auch in der 1949 gegründeten DDR waren Studentenverbindungen aus politischen Gründen generell verboten.
Im Mai 1951 beteiligten sich die Alten Herren der Dresdensia zusammen mit der ebenfalls heimatvertriebenen Greifswalder Burschenschaft Rugia in Frankfurt am Main an der Gründung der Burschenschaft Dresdensia-Rugia, die im Februar 1969 suspendierte und am 22. Januar 1972 in Gießen rekonstituiert wurde, wo sie Verbindungen in die revisionistische und rechtsextreme Szene hatte.

### Seit 2015
Am 13. Juni 2015 wurde die Dresdensia neu gestiftet. Sie unterhält seitdem ein Freundschaftsverhältnis zur Marburger Burschenschaft Germania.

## Korporationshaus

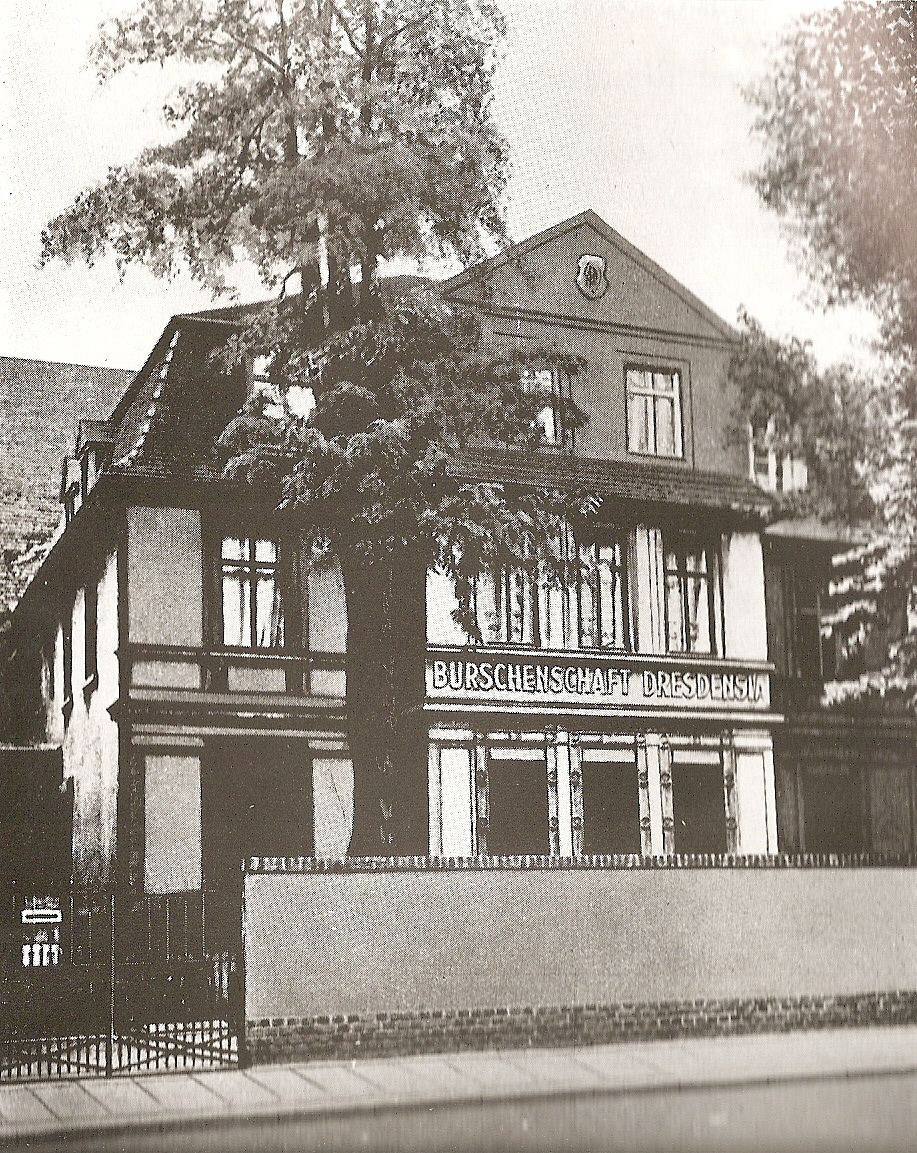
Ehemaliges Leipziger Dresdensiahaus in der Mendelssohnstraße 9

Bis 1945 besaß die Dresdensia ein Korporationshaus in der Mendelssohnstraße 9. Seit der Wiederbegründung 2015 verfügt die Dresdensia über ein Haus im Leipziger Stadtteil Gohlis.

## Kartelle
- 1858–1863 Goldenes Kartell/Silbernes Kartell

Mitglieder: Gothia Königsberg, Teutonia Bonn, Torgovia (Teutonia)-Halle.
- 1861–1894 Norddeutsches Kartell

Mitglieder: Germania Gießen, Teutonia Freiburg, Arminia Würzburg, Carolina Prag, Germania Jena, Rugia Greifswald, Raczeks Breslau, Brandenburgia (Arminia) Berlin, Algovia München. Heute besteht das nach dem Zweiten Weltkrieg neugegründete Kartell nur noch aus Berliner Burschenschaft Arminia, Burschenschaft Germania Köln und Burschenschaft Normannia Heidelberg.
- 1863–1869 Eisenacher Burschenbund
- 1869–1872 Violett-weiß-rotes Kartell

Mitglieder: Silesia Wien, Stiria Graz
- 1872–1874 Grün-weiß-rotes Kartell
- 1874–1880 Schwarz-rot-violettes Kartell

Mitglieder: Rugia Greifswald, Germania Berlin
- 1922–1925 Weiße Arbeitsgemeinschaft
- ab 18. Juli 1925 Altweißes Kartell

Mitglieder: Rugia Greifswald, Frankonia Bonn, Alemannia Gießen, Germania Königsberg und Germania Straßburg
- 1934–1938 Altburschenschaftlicher Ring
- seit 2015 Altweißes Kartell

Mitglieder: Rugia Greifswald, Dresdensia-Rugia Gießen

## Bekannte Mitglieder

Felix Martin Oberländer

- Gustav William Abendroth (1838–1908), Mathematiker, Physiker, Lehrer und Konrektor der Kreuzschule in Dresden
- Heinrich Ludwig Oskar Ackermann (1836–1913), Theologe
- Hermann Baethcke (1848–1941), Lehrer und Politiker, Abgeordneter der Lübecker Bürgerschaft
- Helmut Bischoff (1908–1993), SS-Obersturmbannführer und Oberregierungsrat, Abwehrbeauftragter beim Bau von V2-Raketen im KZ Mittelbau-Dora
- Ernst Borkowsky (1860–1947), Pädagoge, Historiker und Literaturwissenschaftler
- Hans Alexander von Bosse (1835–1898), sächsischer Landtagsabgeordneter
- Hans Carl Federath (1848–1914), preußischer Landrat und Besitzer mehrerer Eisenhütten
- Erich Fink (1866–1950), Historiker und Archivdirektor
- Otto Fretzdorff (1881–1950), Konsistorialpräsident der Provinz Sachsen in Magdeburg
- Leo Fürbringer (1843–1923), Oberbürgermeister von 1875 bis 1913 und Initiator des Hafenausbaues in Emden
- Eduard Geiger (1854–1922), Landrat im Landkreis Lehe
- Wilhelm Gläser (1874–1951), Landrat in Waltershausen und Eisenach, NSDAP-Mitglied und SA-Rottenführer
- Karl Glässing (1866–1952), Oberbürgermeister und Ehrenbürger der Stadt Wiesbaden
- Richard Holz (1873–1945), Oberbürgermeister der Stadt Zwickau
- Hanns Jencke (1843–1910), Manager und industrieller Interessenvertreter, Vorsitzender des Centralverbandes Deutscher Industrieller
- Hermann Jöck (1873–1925), Mitglied im Landtag des Freistaates Sachsen-Weimar-Eisenach
- Karl Kernert (1907–1987), Jurist und Politiker (NSDAP)
- Carl Wilhelm Klawitter (1856–1929), bedeutender Schiffswerftbesitzer in Danzig
- Willy Knorr (1878–1937), Politiker (DNVP), Ministerpräsident des Freistaates Anhalt
- Otto Loth (1844–1881), Universität Leipzig, bedeutender Orientalist und Philologe
- Franz Mehring (1846–1919), Publizist und Politiker (bereits als Student ausgetreten)
- Felix Martin Oberländer (1851–1915), TU Dresden, Begründer der modernen Urologie
- Franz Obert (1828–1908), siebenbürgisch-sächsischer evangelischer Pfarrer, Schriftsteller, Schulreformer und Politiker
- Harald Oldag (1899–1972), Journalist
- Wilhelm Ruer (1848–1932), Geheimer Justizrat und Dichter
- August Schabbehard (1887–1963), preußischer Verwaltungsjurist und Landrat
- Friedrich Alwin Schade (1881–1976), bedeutender sächsischer Botaniker, Lehrer am Kreuzgymnasium zu Dresden
- Karl Schilling (1889–1973), Mitglied im Landtag des Volksstaates Hessen, Reichstagsabgeordneter (NSDAP)
- Max Schlotte (1877–1952), Landgerichtsdirektor und Oberbürgermeister von Plauen im Vogtland
- Alfred Schulz (1890–1947), Psychiater, Oberregierungsmedizinalrat
- Friedrich Herman Semmig (1820–1897), Schriftsteller und Lehrer
- Walter Siemianowsky (1891–1947), Bürgermeister von Bunzlau
- Roland Ulbrich (* 1961), Rechtsanwalt und Mitglied des Sächsischen Landtags (AfD)
- Franz Zimmermann (1850–1935), siebenbürgisch-sächsischer Archivar, Historiker und Politiker

Mitgliederverzeichnis:
- Willy Nolte (Hrsg.): Burschenschafter-Stammrolle. Verzeichnis der Mitglieder der Deutschen Burschenschaft nach dem Stande vom Sommer-Semester 1934. Berlin 1934. S. 1067.